# Pukaki
Pukaki (ang. Lake Pukaki) – jezioro morenowe położone na Wyspie Południowej, w Nowej Zelandii, w regionie Canterbury.

## Charakterystyka jeziora
Ma powierzchnię 176 km², jego długość wynosi 15 km, natomiast szerokość 8 km. Ma 14 km³ objętości. Długość linii brzegowej wynosi 86 km. Dorzecze jeziora zajmuje powierzchnię 1374 km². Czas retencji wynosi 1557 dni. Lustro wody znajduje się na wysokości od 518,0 do 532,5 m n.p.m. Kolor wody jeziora jest jasnoturkusowy ze względu na zawartość bardzo drobnych cząstek skalnych, które pochodzą z okolicznych lodowców.

## Geografia

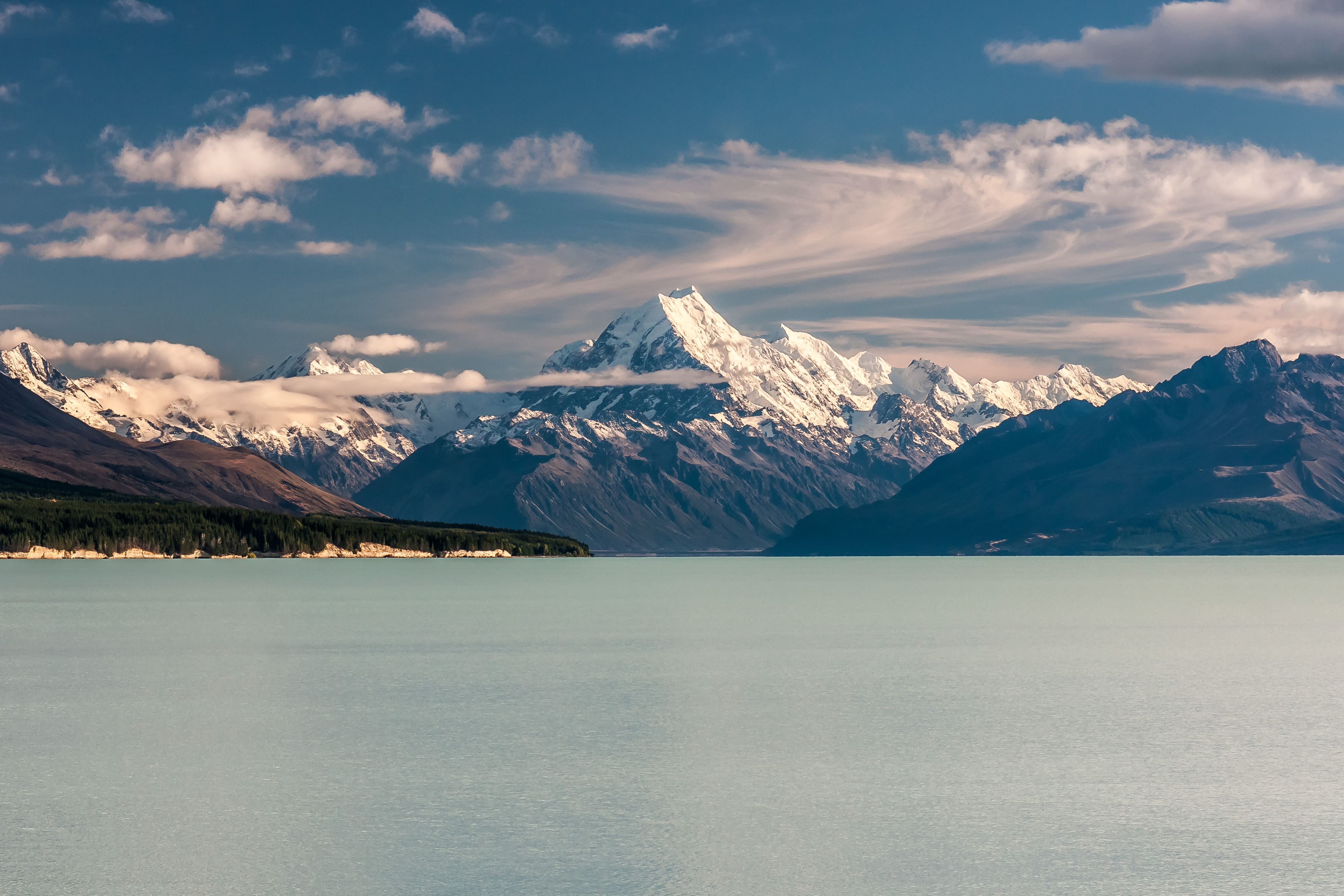
Jezioro Pukaki na pierwszym planie, w tle Góra Cooka

Od północy jezioro zasilane jest wodami Tasman River, natomiast na południu uchodzi z niego Pukaki River. Na zachodzie usytuowane jest pasmo górskie Ben Ohau Range. Jezioro ma połączenie kanałami z Ohau (przez Ohau Canal) i Tekapo (przez Tekapo Canal).

## Hydroenergetyka
W pobliżu ujścia do Pukaki River znajduje się tama, która reguluje wysokość lustra wody jeziora, a uwalniana woda służy do zasilania hydroelektrowni. Została zbudowana w 1976 roku i ma 61 m wysokości.

## Obecność w kulturze
Region wokół jeziora Pukaki został wykorzystany jako plener podczas kręcenia filmu Hobbit: Pustkowie Smauga.